# Aerobik

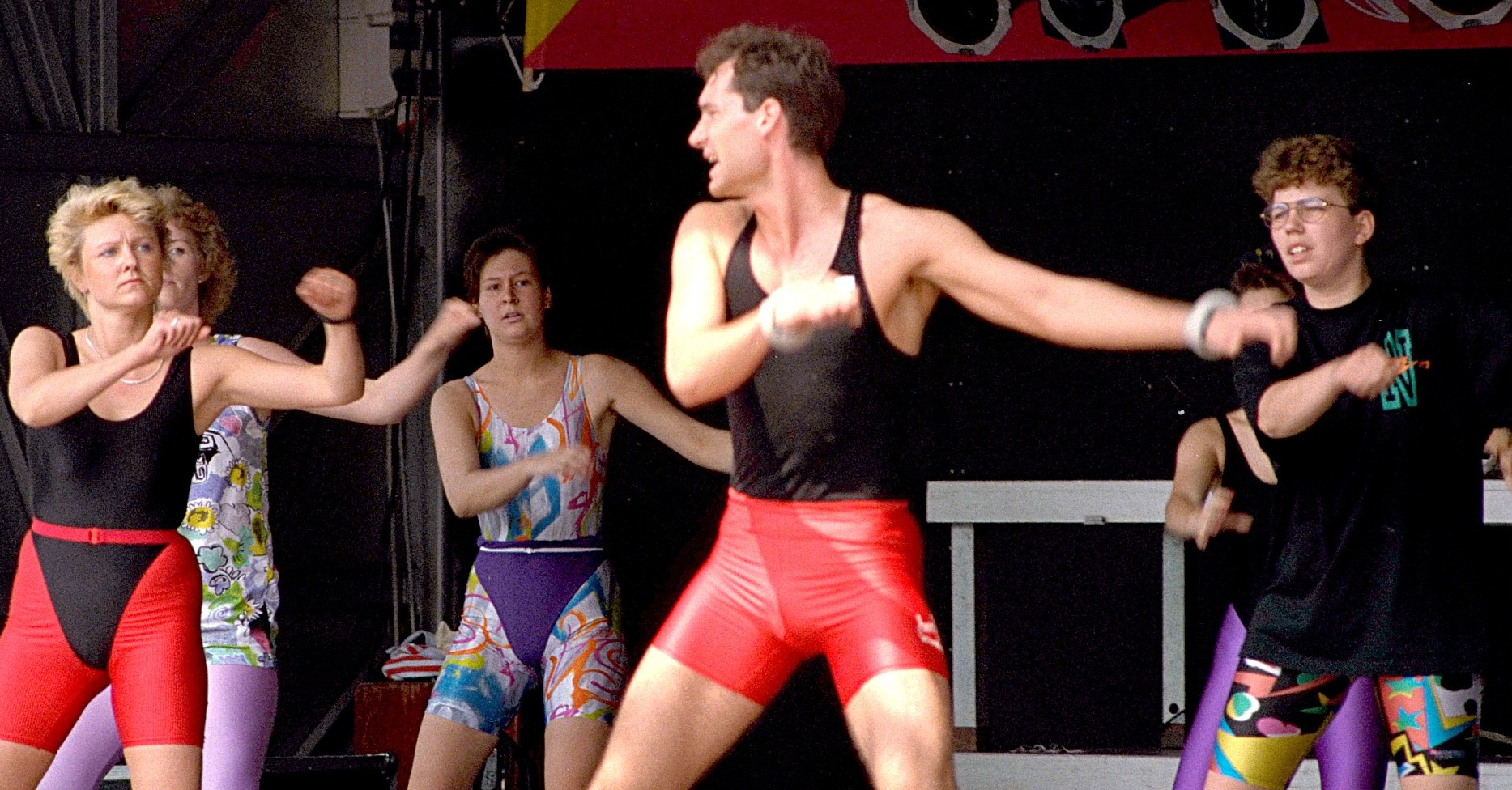
Aerobik

Aerobik (ang. aerobics z gr. aér, aéros - powietrze + bíos - życie) – system treningu opartego na intensywnej wymianie tlenowej.
Opracowany przez Kennetha Coopera, konsultanta programu sprawnościowego amerykańskich astronautów. Wszystkie formy ruchu, podczas których zwiększa się wymiana tlenowa w organizmie nazywamy aerobowymi.
Najpopularniejsze formy zajęć aerobiku to:
- Aerobik sportowy (gimnastyka aerobowa) - dyscyplina sportowa wywodząca się z tradycyjnego aerobiku, w którym do muzyki wykonywane są złożone choreografie mogące składać się z elementów gimnastyki akrobatycznej, rytmiki i aerobiku.
- Aqua aerobik - forma aerobiku wykonywana w basenie lub płytkiej wodzie. Aerobik w wodzie to forma ćwiczeń aerobowych, która wymaga od uczestników zanurzenia w wodzie. Odbywa się w ramach grupowych zajęć fitness z wyszkolonym profesjonalnym instruktorem przez około godzinę. Ćwiczenia skupiają się na wytrzymałości aerobowej, treningu oporowym i tworzeniu przyjemnej atmosfery przy muzyce.
- Fat burning – ćwiczenia „spalające tłuszcz“. Ich sekret tkwi w utrzymywaniu tętna na poziomie 120-130 uderzeń na minutę. W takt niezbyt szybkiej muzyki wykonuje się bardzo proste, niezbyt męczące ćwiczenia, tworzące nieskomplikowany układ choreograficzny. Trening o umiarkowanej intensywności (bez skoków, wymachów czy energicznych ruchów).
- Low impact aerobik – ćwiczenia, w których bierze udział duża grupa mięśni i w których przynajmniej jedna noga ma cały czas kontakt z podłogą. Są to ćwiczenia o stosunkowo małej intensywności. Tego rodzaju ćwiczenia powstały ze względu na mniejsze ryzyko kontuzji w porównaniu z metodą Hi impact. Ćwiczenia są raczej proste, dostosowane do osób początkujących. Opierają się na tak zwanej pozycji bazowej ciała, czyli lekko ugiętych kolanach i ramionach, wysuniętej do przodu miednicy oraz napiętych mięśniach pośladków i brzucha. Zapobiega to nadmiernemu obciążeniu stawów. Low impact to ćwiczenia idealne dla osób starszych, ociężałych czy nawet kobiet w ciąży.
- Step-Step – jest odmianą aerobiku uprawianą z taką samą popularnością przez kobiety i mężczyzn. Jako innowację dla podniesienia intensywności zajęć można wprowadzić lekkie hantle.
- TBC (Total Body Condition) – jedna z odmian aerobiku polegająca na rzeźbieniu mięśni całego ciała. Pozwala w stosunkowo krótkim czasie ukształtować sylwetkę, przyspiesza metabolizm i spalanie tłuszczu.
- Aerobic-dance – grupa ćwiczeń gimnastycznych, wykonywanych do muzyki, powstał jako dyscyplina rekreacyjna. W trakcie zajęć instruktor układa choreografię kilku krótkich kombinacji tanecznych i uczy całą grupę.

Najpopularniejsze formy wysiłku aerobowego to:
- Marsz
- Biegi lekkoatletyczne
- pływanie
- Biegi narciarskie
- Jazda na rowerze